# آلکسیوس یکم
آلکسیوسِ یکُم با عنوان کامل آلکسیوس یکم کومننوس (به یونانی: Ἀλέξιος Α' Κομνηνός) (۱۰۴۸ میلادی – ۱۵ اوت ۱۱۱۸ میلادی) امپراتور بیزانس از ۱۰۸۱ تا ۱۱۱۸ میلادی در زمان نخستین جنگ‌های صلیبی بود. او دودمان کومننی را بنیاد نهاد و با شکست نورمان‌ها و ترک‌ها توانست تاحدی قدرت را در سدهٔ یازدهم میلادی به امپراتوری بیزانس بازگرداند.

## زندگی

### سال‌های آغازین و رسیدن به قدرت
آلکسیوس سومین پسر ژان کومننوس از خانوادهٔ برجستهٔ کومننوس و برادرزادهٔ ایزاک یکم کومننوس، امپراتور بیزانس بود. او در عین‌حال یکی از نجیب‌زادگان نظامی‌ای بود که خواهان به‌کارگیری امکانات دفاعی مؤثرتر علیه دشمنان به‌ویژه علیه ترک‌هایی شده بود که آناتولی مرکزی و استان‌های شرقی امپراتوری را مورد تاخت و تاز خود قرار داده بودند. او توانمندی‌های بالای نظامی خود را در فاصلهٔ سال‌های ۱۰۶۸ تا ۱۰۸۱ در دوران فرمانروایی‌های کوتاه‌مدت رومانوس چهارم، میخائیل هفتم و نیکه‌فوروس سوم به نمایش گذارد و سپس با کمک برادرش ایزاک و مادر نیرومندش آنا دلاسنا و با حمایت خانوادهٔ قدرتمند همسرش ایرنه دوکاس، در ۱۰۸۱ نیکه‌فوروس سوم را از قدرت خلع و خودش امپراتوری را در دست گرفت و در ۴ آوریل همان سال با عنوان آلکسیوس یکم تاجگذاری کرد.
در سالهای اولیه سلطنت اداره امورات و خدمات نظامی و مدنی امپراتوری در دست مادرش آنا دلاسنا بود و آلکسیوس سالهای بسیاری تحت او قرار داشت. موقعیت تأثیرگذار آنا دلاسنا بر امپراتوری و به ویژه کنترلش بر آلکسیوس در اوایل جنگ صلیبی اول در سال ۱۰۹۷ به شدت محدود و در نهایت مجبور به بازنشستگی شد.

### سیاست‌های خارجی
آلکسیوس زمانی قدرت را در دست گرفت که ۵۰ سال از بی‌ثباتی اوضاع سیاسی بیزانس و روی کار آمدن فرمانروایان گوناگون می‌گذشت و بنا به نوشتهٔ آنا کومننا، دختر و زندگینامه‌نویس آلکسیوس یکم، امپراتوری روم شرقی داشت آخرین نفس‌هایش را می‌کشید. اما توانمندی‌های نظامی آلکسیوس همراه با روابط دیپلماتیک توانست اوضاع نابسامان بیزانس را سامان بخشد.
در ۱۰۸۱ نرمان‌ها به فرماندی روبر گیسکار به غرب یونان یورش بردند اما آلکسیوس موفق شد تا با شکست دادن آنها در ۱۰۸۲ آنها را تا جنوب ایتالیا عقب براند. در این نبرد، نیروی دریایی ونیز نیز به یاری آلکسیوس آمده بود زیرا آلکسیوس کمک آنها را پیشتر با دادن امتیازات تجاری گسترده به ونیزیان برای داد و ستد در بیزانس خریده بود. او سپس در ۱۰۹۱ موفق شد تا پچنگ‌ها را که از چادرنشینان ترک بودند و مرتب با عبور از رود دانوب وارد بالکان می‌شدند را شکست دهد. او همچنین توانست با امضای توافقنامه‌هایی با سلیمان بن قتلمش (۱۰۸۱) و سپس پسرش قیلیچ ارسلان (۱۰۹۳)، جلوی پیشروی بیشتر ترکان سلجوقی را که پیشتر سلطنت روم را در قونیه واقع در آناتولی مرکزی تأسیس کرده بودند را بگیرد. آلکسیوس در عین‌حال توافقنامه‌های دیگری را نیز با دیگر حکمرانان مسلمانِ شرق مرزهای بیزانس منعقد نمود.

### سیاست‌های داخلی
آلکسیوس یکم در داخل کشور نیز سیاست تقویت قدرت مرکزی را در پیش گرفت و با تشکیل نیروهای حرفه‌ای نظامی و دریایی، قدرت امپراتوری بیزانس را در غرب و جنوب آناتولی و شرق آب‌های مدیترانه تقویت نمود. با این حال او نتوانست یا نخواست که قدرت طبقهٔ نجیب‌زادگان نظامی را که در گذشته وحدت و یکپارچگی امپراتوری را مورد تهدید قرار داده بودند را محدود نماید. در عوض او با دادن امتیازات بیشتر به آنان بر قدرت آنها افزود که این موضوع ناگزیر تضعیف قدرت امپراتوری را باعث می‌شد.
آلکسیوس در زمینهٔ مذهب نیز به مبارزه با کفر پرداخت و کلیسای ارتدکس شرق را بنا بر سنت تحت حمایت خود گرفت. با این حال او هنگامی که امپراتوری از نظر مالی و اقتصادی دچار مشکل شده بود لحظه‌ای برای گرفتن گنجینه‌های کلیسایی درنگ نکرد.

### نخستین جنگِ صلیبی
در ۱۰۹۷ نخستین جنگ صلیبی توسط اروپاییان غربی آغاز شد. دلیل شروع این جنگ از طرفی تمایل آنها برای بازپس‌گیری شهر مقدس اورشلیم بود و از طرف دیگر امید داشتند تا به قلمروهای جدیدی دست یابند. اما این موضوع بیش از همه باعث بروز بحران در امپراتوری بیزانس شد و تلاش‌های آلکسیوس برای استقرار مجدد قدرت امپراتوری در منطقهٔ آناتولی و سیاست‌های خارجی او را تحت تأثیر قرار داد. روابط او با قدرت‌های مسلمان مختل گردید و متصرفات ارزشمند بیزانس همچون انتاکیه به‌دست غربیان متکبری افتاد که مسیحیت لاتینی خود را جانشین ارتدکس یونانی نمودند. با این حال آلکسیوس توانست تا حدودی نواحی غرب آناتولی را بار دیگر تحت کنترل خود درآورد و با پیشروی تا جنوب‌شرقی منطقهٔ تورِس، امنیت را در بیشتر دشت‌های ساحلی حاصلخیز اطراف آدانا و تارسوس تأمین نمود. اما علی‌رغم تمامی این کارها نه آلکسیوس و نه امپراتوران بعدی دودمان کومننی نتوانستند برای همیشه نواحی تحت اشغال صلیبیون لاتینی را تحت کنترل خود درآورند و جزایر و استان‌های غربی بیزانس نیز از حملات بعدی نورمان‌ها در امان نبود.

### سال‌های پایانی و مرگ
حملات مداوم لاتین‌ها (بویژه نورمان‌ها)، فشار مسلمانان، افزایش قدرت مجارستان و شاهزاده‌نشین‌های منطقهٔ بالکان همگی همچون نیروهایی متخاصم امپراتوری بیزانس را به محاصرهٔ خود درآورده بودند به‌نحوی که حتی سیاست‌های دیپلماتیک آلکسیوس یکم نیز نتوانست این فشارهای فرسایشی مداوم را که در نهایت به چیرگی امپراتوری عثمانی انجامید را برطرف سازد.
آلکسیوس در ۱۵ اوت ۱۱۱۸ درگذشت و پسرش با عنوان ژان دوم جانشین او شد.